# Pers Hans Olsson
Pers Hans Erik Olsson, född 14 oktober 1942, död 3 juli 2020 i Rättvik, var en svensk folkmusiker från Östbjörka i Rättviks kommun, Dalarna. Hans far Pers Erik (1912–1983) och farfar Pers Olle var Rättviksspelmän som båda gjorde djupt intryck på honom. Han lärde sig spela fiol som barn av sin far som var mån om att sonen skulle tillägna sig det traditionella Rättviksspelet. Andra förebilder och läromästare bland äldre Rättviksspelmän var Blank Karl Andersson (1896–1970) från Blecket, Börjes Olle Samuelsson (1905–1975) från Lerdal, Perols Gudmund Olsson (1890–1981) från Gärdebyn samt Jones Olle (1892–1971) från Altsarbyn.
I mitten av 60-talet flyttade Olsson temporärt till Stockholm, en tid när folkmusikvågen var på väg och detta gav rika speltillfällen. Han blev snabbt en stor spelmansprofil. Olsson bildade 1970 duon Bockfot tillsammans med Björn Ståbi och utgav ett musikalbum med samma namn, vilket blev en stor framgång.
År 1993 erhöll han Zornmärket i guld i Degeberga med motiveringen: För mästerligt och uttrycksfullt spel i Rättvikstradition. 2009 fick han Rättviks kommuns kulturpris. Olsson hade statlig inkomstgaranti av Konstnärsnämnden.
Olsson förde traditionen vidare, och en stor del av hans repertoar bestod även av egna låtkompositioner. Bland dessa kompositioner märks polskorna Rågången och Regnpausen. Han avled 2020.
Sonen Alexander Olsson (född 1993) är en uppmärksammad spelman och medlem i folkpopgruppen RONDA.

## Diskografi (folkmusik)[9]
- 1969 - Pers Erik & Pers Hans (3 låtar) / Vans Bros. BOAB EP 02
- 1970 - Bockfot!!! (med Björn Ståbi). Sonet SLP 2514
- 1972 - Trollskog, mer folkmusik på beat. Merit Hemmingson (2 låtar). Columbia 062-34604
- 1972 - Låtar från Östbjörka (Pers Erik & Pers Hans 7 låtar). SR Records RELP 1206
- 1973 - Bergtagen. Merit Hemmingson (3 låtar). Emidisc 062-34888
- 1974 - Svenska dragspelare. Hjärp Erik (3 låtar med Björn Ståbi). Fjedur EFG 501 7 071
- 1975 - Så draga vi upp till Dalom igen. Lillemor Lind (2 låtar). Prophone PROP 7757
- 1976 - Låtar utatä'  (med Annie Abrahamsson). Emidisc 062-35295
- 1977 - Låtar till svenska bygdedanser, vol 1 (9 låtar med Björn Ståbi). Sonet SLP 2060
- 1977 - Tre spelmän (med Björn Ståbi och Kalle Almlöf). Sonet SLP 2066
- 1977 - Svenska dragspelare (återutg av EFG 501 7 071). Sonet SLP 2067
- 1978 - Låtar till svenska bygdedanser, vol 2 (5 låtar med Björn Ståbi). Sonet SLP 2069
- 1979 - Spelman från Rättvik (solo). Sonet SLP 2075
- 1979 - Du spelman, folkmusik hemma hos (1 låt solo). SR Records SRLP 1341
- 1981 - Kalle Almlöf (3 låtar). Amigo AMLP 704
- 1988 - Frihetens långdans (solo). Giga GLP 13
- 1991 - Three Swedish Fiddlers (återutg av SLP 2066). Shanachie SHA 21001
- 1994 - Frihetens långdans (återutg av GLP 13). Giga GCD 13
- 1994 - Rättviks spelmanslag 50 år (3 låtar). Giga GCD 26
- 1995 - Pers Hans Olsson och Björn Ståbi. Giga GCD 25
- 1996 - Låtar från Rättvik, Boda & Bingsjö (återutg av bl.a. RELP 1206). Caprice CAP 22044
- 1997 - Låtar inifrån (egna låtar, solo). Giga GCD 37
- 1999 - Rågången (med Leif Göras, Stig Ivars resp. Per Gudmundson). Giga GCD 50
- 2001 - Bockfot!!! (återutg av SLP 2514 med extraspår). Sonet 014 251-2
- 2001 - Swedish village dances, vol 1 (återutg av SLP 2060). Sonet 014 256-2
- 2001 - Three Fiddlers (återutg av SLP 2066 med extraspår). Sonet 014 259-2
- 2001 - Swedish village dances, vol 2 (återutg av SLP 2069). Sonet 014 260-2
- 2001 - Fiddler From Rättvik (återutg av SLP 2075). Sonet 014 262-2
- 2002 - Midsommar vid Siljan (6 låtar med en grupp). Summertime BSCD 005
- 2003 - Östbjörka. Lisa Rydberg m.fl. (5 låtar). Gazell GAFCD 1065
- 2009 - Passion, bilaga till bok (1 låt). Isaberg 15776 CD
- 2011 - Hemma igen. Pers Hans & Alexander Olsson
- 2013 - Avtryck (1 låt med Bertil Skeri). Dalakollektivet DKCD 003
- 2014 - Rättviks spelmanslag 70 år (1 låt med Alexander Olsson). RL 01
- 2017 - Vilja. Pers Hans & Alexander Olsson. CD 1702
- 2019 - Två Pers. Pers Hans & Alexander Olsson. CD 1803